# Myelois circumvoluta

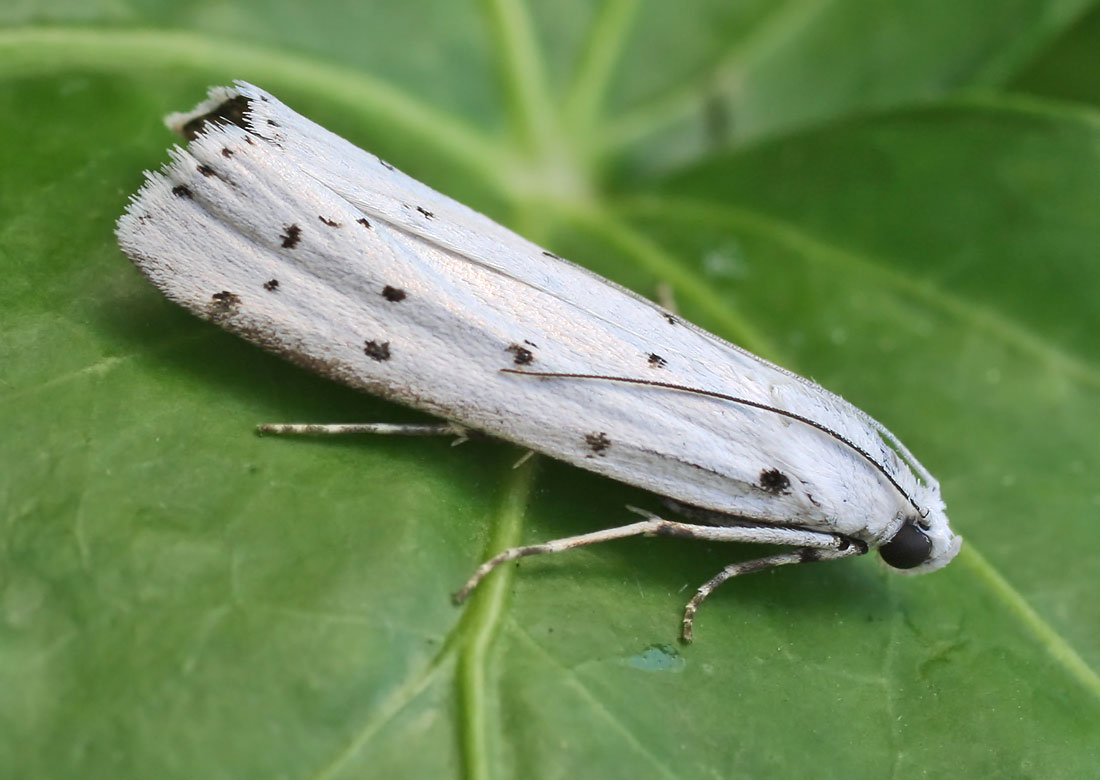
Image by [http://www.entomart.be/ entomart.be

The Thistle Ermine (Myelois circumvoluta) là một loài bướm đêm nhỏ thuộc họ Pyralidae. Nó được tìm thấy ở châu Âu. 
Sải cánh dài 27–33 mm. Con trưởng thành bay làm một đợt vào cuối spring tới đầu summer, e.g. from the end of tháng 5 đến tháng 6 in Bỉ và Hà Lan.
Sâu bướm ăn các loài Cynareae thistles – Greater Burdock (Arctium lappa), Cotton Thistle (Onopordum acanthium), và Carduus và Cirsium.